# 郝家桥镇
郝家桥镇，是中华人民共和国宁夏回族自治区銀川市灵武市下辖的一个行政建制镇，辖区内的狼皮子梁林场以狼皮子梁管委会之名列为类似乡级单位。

## 行政区划
郝家桥镇下辖以下地区：
王家嘴村、崔渠口村、西渠村、胡家堡村、郝家桥村、关渠村、吴家湖村、沈家湖村、大泉村、十里墩村、沙江村、上滩村、东滩村和大泉园林场。